# Henry Sidgwick
Henry Sidgwick (Skipton, 31 maggio 1838 – Cambridge, 28 agosto 1900) è stato un filosofo britannico.
Fu uno dei fondatori e il primo presidente della Society for Psychical Research, nonché fondatore del Newnham College della Cambridge University (1875).

## Biografia

### I primi anni
Nato il 31 maggio 1838, visse tutta la sua vita sotto il regno della regina Vittoria che cominciò nel 1837 e si concluse alla morte di questa, nel 1901. Il padre del filosofo, il reverendo William Sidgwick, appartenente a una grande famiglia di fabbricanti di cotone, ecclesiastico della chiesa anglicana e nominato nel 1836, fu direttore della scuola di Skipton, l'Ermysted's Grammar School per ragazzi nello Yorkshire. William Sidgwick morì nel 1841, quando ancora il figlio Henry aveva l'età di tre anni. Il filosofo ebbe due fratelli ed una sorella, oltre ad un fratello ed un'altra sorella che morirono rispettivamente nel 1840, all'età di quattro anni e nel 1844, all'età dei nove anni. Sidgwick ricevette un'educazione familiare fino al 1848 e nei due anni seguenti frequentò il Bishop College. Nel 1850, ritenuto sufficientemente grande per lasciare la casa familiare, raggiunse i suoi fratelli maggiori in una scuola di Blackheath sotto la responsabilità del pastore H. Dale, all'epoca noto come traduttore scolastico di Tucidide. Sua madre, consapevole della grande intelligenza del figlio, decise di dargli la migliore educazione possibile e lo iscrisse alla scuola Rugby di Bristol, nella quale era professore il cugino Edward White Benson, che poi diventerà suo cognato.

### Master of Conferencese l'adesione alLiberal Unionist Party
Nell'ottobre 1855, Sidgwick lasciò la casa familiare per andare nella stessa università nella quale suo padre fece i suoi studi, quella di Cambridge, dove risiedette fino alla sua morte, nel 1900. Nel 1876, sposò Eleanor Mildred Balfour. Dopo una brillante carriera di studente in matematica e scienze umane, Sidgwick diventò, nel 1859, Master of Conferences al Trinity College. Conservò questa posizione fino nel 1869, data nella quale si licenziò a causa della legge che esigeva la sottomissione ai Trentanove Articoli della Chiesa anglicana, che egli non si sentiva di poter rispettare onestamente, dubitando molto delle proprie convinzioni religiose. Finché la legislazione relativa ai Master of Conferences rimase invariata, fu assegnato ad un incarico che non imponeva alcuna costrizione religiosa. Quando nel 1885, questo regolamento fu abrogato, Henry Sidgwick riebbe la sua posizione di Master of Conferences. Nel 1883, fu nominato professore di Filosofia morale nella Cattedra Knightbridge. Nel 1886, entrò a far parte del Liberal Unionist Party, che diventò successivamente il Partito Conservatore britannico.

### La fondazione dell'Associazione per la ricerca psichica
Nel corso della sua carriera universitaria, insegnò scienze umane, filosofia morale e filosofia politica. Sidgwick non insegnò mai in un'altra università. Quando gli si propose di insegnare a Harvard, rifiutò. Questo rifiuto si spiega anche a causa del numero importante di riforme che fece all'università di Cambridge. Difatti, Sidgwick fondò nel 1871 uno dei primi centri universitari per donne dell'Inghilterra, il Newnham College, nel quale si impegnò molto personalmente e investì del denaro. Nel 1882, creò l'"Associazione per la ricerca psichica" (Society for Psychical Research), con Edmund Gurney (1847-1888), psicologo inglese e dottore di conferenze a Cambridge, Frederic William Henry Myers (1843-1901) poeta e scrittore inglese, conferenziere in Lettere classiche al Trinity College, William Fletcher Barrett (1844-1925), professore inglese di Fisica all'università di Dublino, ed Edmund Dawson Rogers (1823-1910), giornalista inglese. Sidgwick fu il primo presidente di questa associazione, in seno alla quale diresse, con sua moglie, numerosi progetti.

### Le riforme in ambito universitario
Sidgwick partecipò attivamente alla politica universitaria. Introdusse nuove discipline nell'insegnamento accademico dell'epoca, e lavorò con ardore per lo sviluppo degli studi scientifici in seno all'università. Rese gli studi universitari più accessibili agli strati inferiori della società, organizzando l'insegnamento per corrispondenza, i corsi serali, e creando l'università dei lavoratori. Questa decisione di rendere accessibile al più grande numero di persone gli studi superiori, aveva anche un scopo politico: superare i conflitti tra le differenti classi della società britannica dell'epoca ed i dissensi sociali che creavano questi conflitti. Morì il 28 agosto 1900.

## Opere
- (EN)  The Methods of Ethics. Macmillan, Londra, 1874, 7th ed. 1907.
- (EN)  Principles of Political Economy. Londra, 1883, 3rd ed. 1901.
- (EN)  Scope and Method of Economic Science. 1885.
- (EN)  Outlines of the History of Ethics. Macmillan, Londra, 1886, 5th ed. 1902 (revisione e ampliamento dalla sua voce Ethics nella Encyclopædia Britannica).
- (EN)  The Elements of Politics. Londra, 1891, 4th ed. 1919.
- (EN)  Practical Ethics. Londra, 1898, 2nd ed. 1909.
- (EN)  Philosophy; its Scope and Relations. Londra, 1902.
- (EN)  Lectures on the Ethics of T. H. Green, Mr Herbert Spencer and J. Martineau. 1902.
- (EN)  The Development of European Polity. 1903.
- (EN)  Miscellaneous Essays and Addresses. 1904.
- (EN)  Lectures on the Philosophy of Kant. 1905.

## Bibliografia

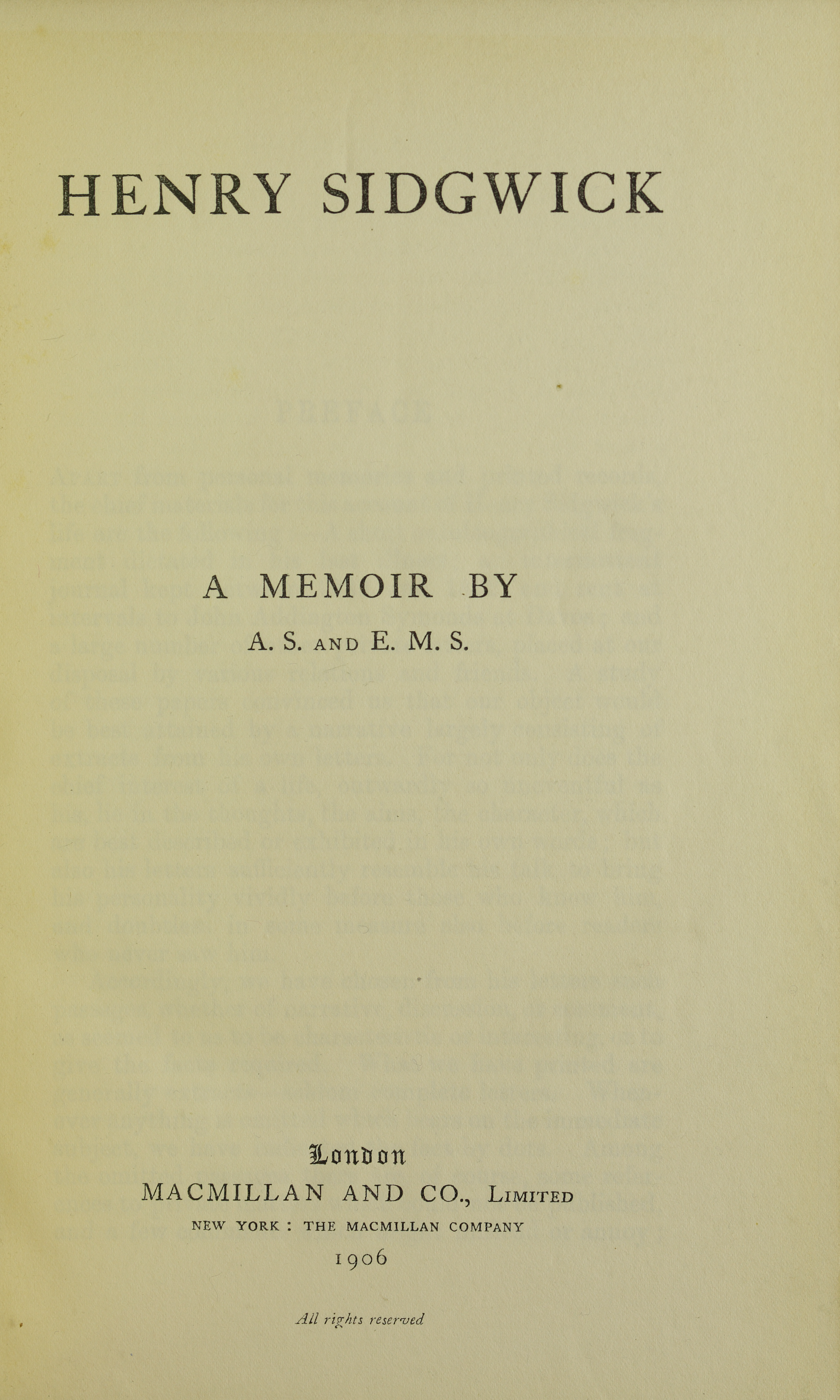
Arthur ed Eleanor Mildred Sidgwick, Henry Sidgwick, 1906